# Шагинян, Саркис Варданович
Сарки́с Варда́нович Шагиня́н  (арм. Սարգիս Վարդանի Շահինյան; 10 сентября 1995, Ереван, Армения) — армянский футболист, полузащитник клуба «Алашкерт».

## Клубная карьера
Воспитанник футбольной школы «Мика». В 15 лет выступал за «Мику-2» в первенстве Первой лиги. Провёл 5 матчей. В 2011 году тренерский штаб «Мики» попеременно заигрывал игрока в дубле и в основной команде. Дебют за основу в Премьер-лиге состоялся 28 августа 2011 года в домашней игре против «Улисса». Шагинян вышел на 85 минуте матча, заменив Константина Мандриченко. В июле руководство клуба продлило контракт с 7-ю футболистами, среди которых значился Шагинян.

## Карьера в сборной
В 2011 году впервые был вызван юношескую сборную до 17. 17 октября Шагинян дебютировал в гостевой встрече за сборную в матче квалифицированного раунда на чемпионат Европы до 17 лет со сборной Уэльса. Спустя два дня провёл домашнюю игру против Сербии, а ещё через три — против литовских сверстников.

## Статистика выступлений
Данные на 10 августа 2012 
| Клуб             | Сезон            | Чемпионат | Чемпионат | Кубки | Кубки | Еврокубки | Еврокубки | Всего | Всего |
| Клуб             | Сезон            | Матчи     | Голы      | Матчи | Голы  | Матчи     | Голы      | Матчи | Голы  |
| ---------------- | ---------------- | --------- | --------- | ----- | ----- | --------- | --------- | ----- | ----- |
| Мика-2           | 2010             | ?         | 1         | 0     | 0     | 0         | 0         | ?     | 1     |
| Мика-2           | 2011             | ?         | 2         | 0     | 0     | 0         | 0         | ?     | 2     |
| Мика-2           | 2012/13          | ?         | 1         | 0     | 0     | 0         | 0         | ?     | 1     |
| Всего            | Всего            | ?         | 4         | 0     | 0     | 0         | 0         | ?     | 4     |
| Мика             | 2011             | 5         | 0         | 3     | 0     | 0         | 0         | 8     | 0     |
| Мика             | 2012/13          | 18        | 0         | 0     | 0     | 0         | 0         | 18    | 0     |
| Всего            | Всего            | 23        | 0         | 3     | 0     | 0         | 0         | 26    | 0     |
| Всего за карьеру | Всего за карьеру | 23        | 4         | 3     | 0     | 0         | 0         | 26    | 4     |